# Wohnhaus Sackstraße 17

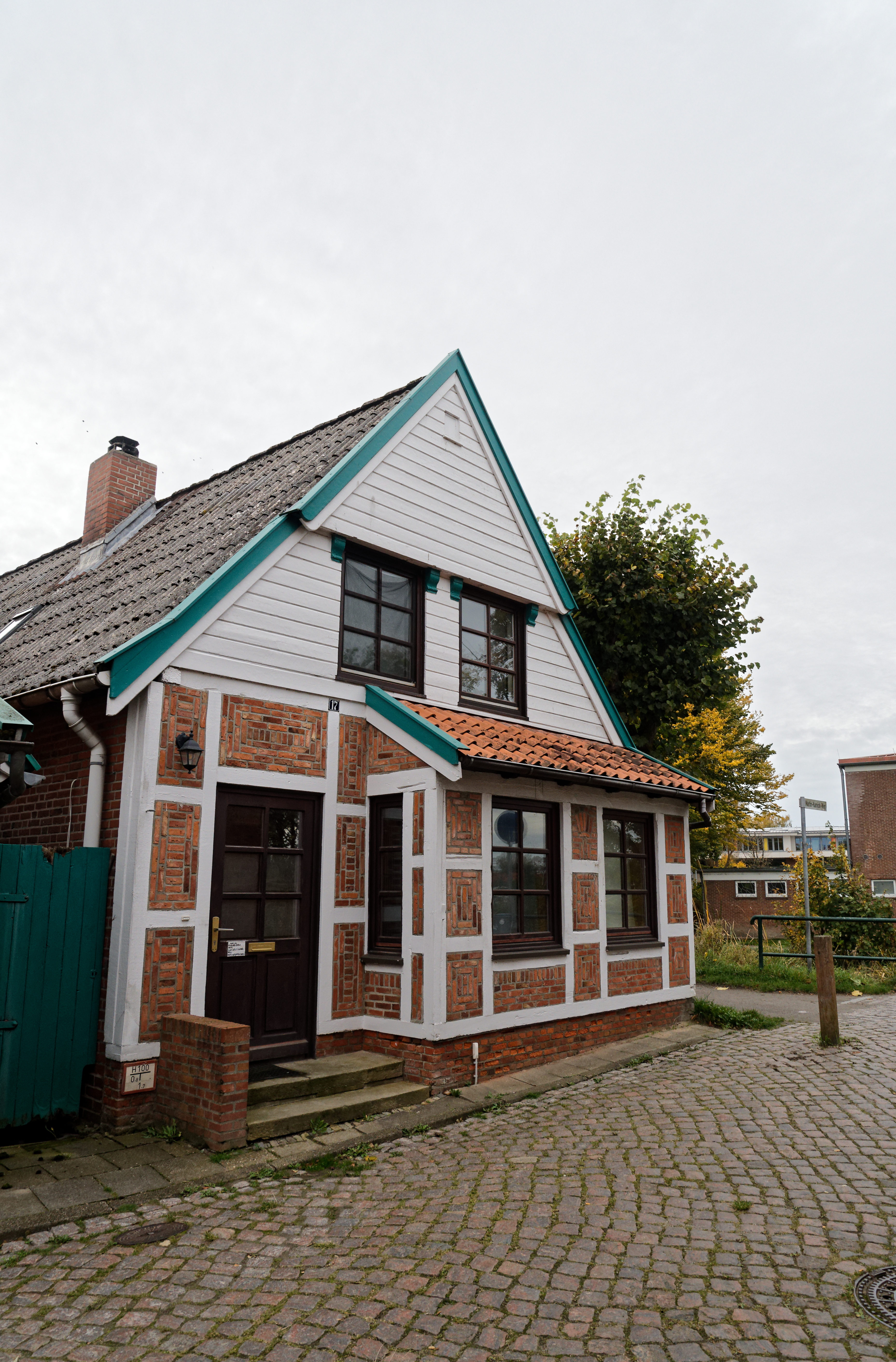
Wohnhaus Sackstraße 17

Das Wohnhaus Sackstraße 17 am Norderwall in der niedersächsischen Samtgemeinde Land Hadeln, Gemeinde Otterndorf, im Landkreis Cuxhaven, stammt vom Ende des 18. Jahrhunderts. Aktuell (2024) wird es als Wohnhaus genutzt.
Das Gebäude steht unter Denkmalschutz (siehe auch Liste der Baudenkmale in Otterndorf).

## Beschreibung
Das eingeschossige giebelständige Gebäude in Fachwerk mit Steinausfachungen und ziegelgedecktem Satteldach wurde um 1790 gebaut. Am Straßengiebel, mit einer seitlichen Utlucht, kragt das obere Giebeldreieck über geschweiften Knaggen vor. Beide Giebel wurden oben regionaltypisch waagerecht verbrettert.
Das Landesdenkmalamt befand u. a.: „… repräsentiert einen in Otterndorf lange verbreiteten Haustyp des giebelständigen, eingeschossigen Fachwerkbaus mit Satteldach, häufig mit einer oder zwei Ausluchten.“